# تورا واسیلسکو
تورا واسیلسکو (رومانیایی: Tora Vasilescu؛ زادهٔ ۲۲ مارس ۱۹۵۱) بازیگر اهل رومانی است.
از فیلم‌هایی که وی در آن‌ها نقش داشته‌است، می‌توان به غرب و میتیکا، زنگ‌ها برای چه به صدا درآمده‌اند؟ اشاره نمود.